# بارناباس فارغا
بارناباس فارغا (بالمجرية: Varga Barnabás)‏ هو لاعب كرة قدم مجري في مركز الهجوم، ولد في 25 يناير 1994 في زومباثلي في المجر. لعب مع نادي ماترسبرغ.

## وصلات خارجية
- بارناباس فارغا على موقع الاتحاد الأوربي (الإنجليزية)
- بارناباس فارغا على موقع اتحاد المجر (الهنغارية)
- بارناباس فارغا على موقع قاعدة بيانات كرة القدم.إي يو (الإنجليزية)
- بارناباس فارغا على موقع ناشيونال فوتبول تيمز (الإنجليزية)
- بارناباس فارغا على موقع Soccerway.com (الإنجليزية)
- بارناباس فارغا على موقع عالم كرة القدم.نت (الإنجليزية)